# Roc Colom
Le roc Colom (en catalan : Roca Colom) est un sommet des Pyrénées orientales, sur la frontière entre l'Espagne et la France. Il culmine à 2 506 ou 2 507 mètres d'altitude.
Son sommet est formé par la jonction de trois lignes de crêtes. Vers le nord-est, la première mène, via le pla Guillem et la crête des Sept Hommes, au massif du Canigou ; elle forme la limite entre les communes françaises de Mantet et Prats-de-Mollo-la-Preste. Vers le sud, puis obliquant vers l'est, une deuxième ligne de crête rejoint le pic du Costabonne ; elle marque la frontière entre la France (commune de Prats-de-Mollo-la-Preste) et l'Espagne (commune de Setcases). Vers l'ouest, la troisième sépare Mantet de Setcases, rejoint le pic de la Dona en prêtant ses pentes à la station de sports d'hiver de Vallter 2000. Le roc Colom délimite également trois bassins versants : celui du fleuve Tech, qui prend sa source sur ses flancs, ainsi que ceux du Ter, qui prend sa source quelques centaines de mètres plus à l'ouest, et de la Têt, via la rivière de Mantet qui naît également sur les flancs du roc Colom. Tous ces cours d'eau se jettent dans la mer Méditerranée.

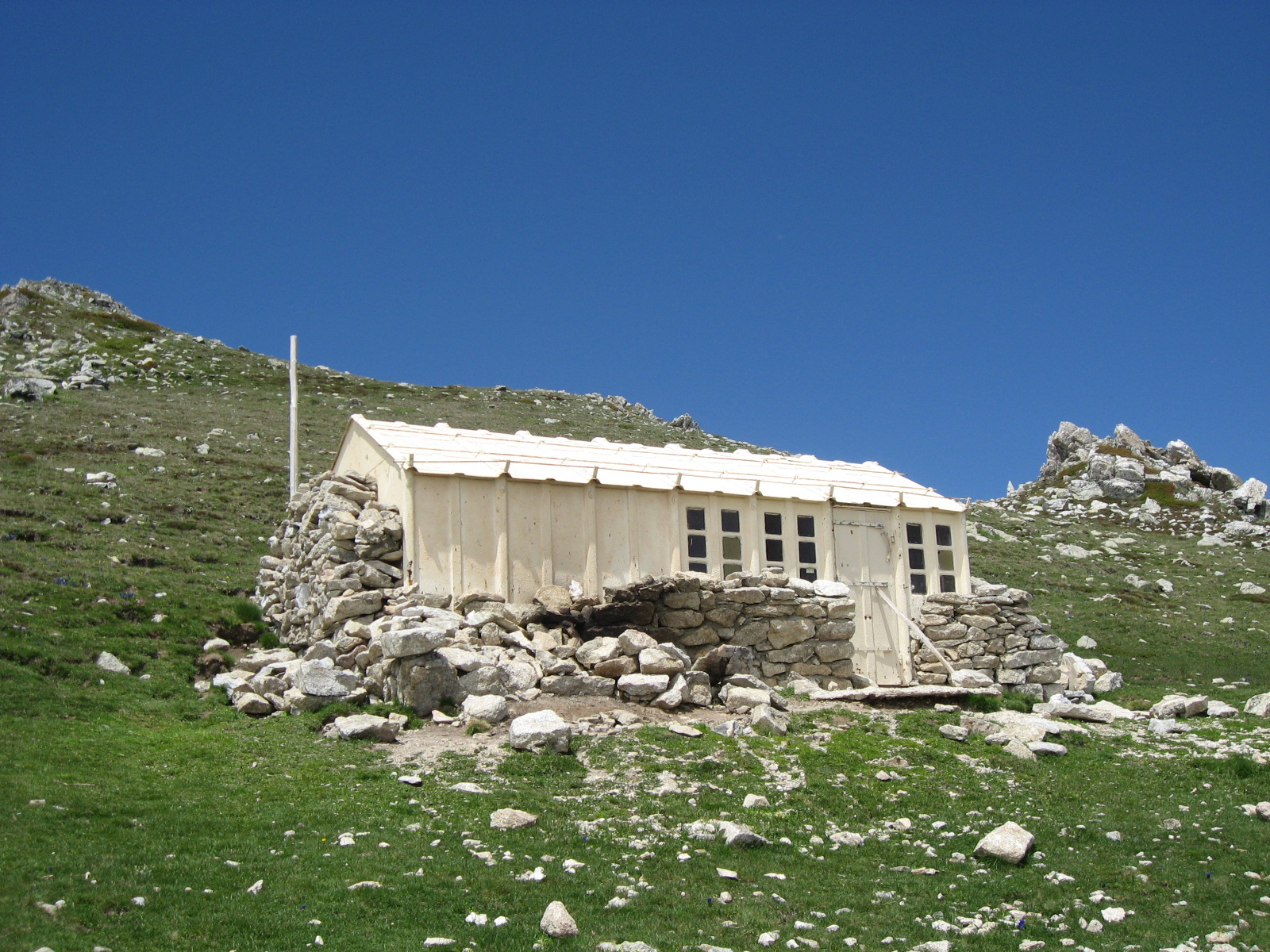
Le refuge de la Portella de Rojà est situé à environ un kilomètre à l'est du sommet du roc Colom.

## Voies d'accès

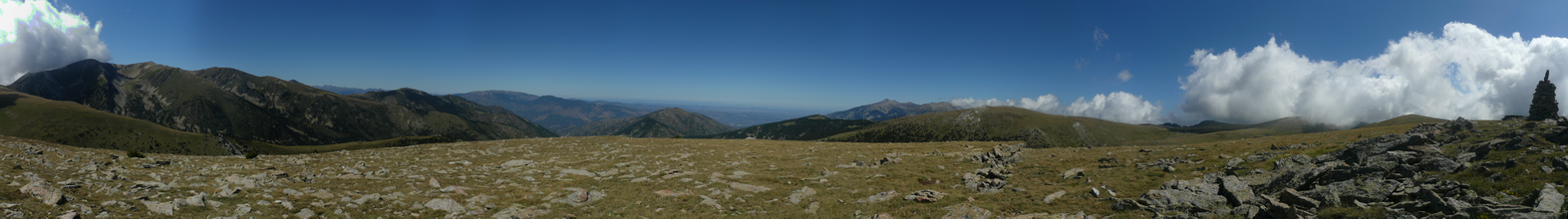
Vue panoramique depuis les rocs Blancs (Mantet) du pic de la Dona au roc Colom.